# Света Неделя (Вапила)
Вижте пояснителната страница за други значения на Света Неделя.
„Света Неделя“ (на македонска литературна норма: „Света Недела“) е православна църква в охридското село Вапила, Северна Македония. Църквата е част от Охридското архиерейско наместничество на Дебърско-Кичевската епархия на Македонската православна църква – Охридска архиепископия.
Църквата е гробищен храм. Изградена е в 1945 година, за което свидетелства годината над южния вход. Има затворен трем на запад и полукръгла апсида на изток. Изписана е от зографа Доне Доневски от село Гари. В 2005 година е извършена реконструкция на покрива и е доизписана от Драган Ристески от Охрид.